# Walt Disney World Resort
Walt Disney World Resort – kompleks rozrywkowy położony w Lake Buena Vista w stanie Floryda w USA, działający od 1 października 1971 roku. Zajmuje łączną powierzchnię niecałych 40 mil kwadratowych (ok. 104 km²).
W skład kompleksu wchodzą parki tematyczne Magic Kingdom, Epcot, Disney's Hollywood Studios i Disney's Animal Kingdom, a także dwa parki wodne (Typhoon Lagoon i Blizzard Beach), sześć pól golfowych, kompleks sportowy, tor wyścigów samochodowych, ponad dwadzieścia hoteli oraz liczne sklepy i restauracje w kompleksie rozrywkowym Disney Springs.

## Frekwencja
W 2018 roku frekwencja wyniosła:
| Park Tematyczny            | Liczba gości |
| -------------------------- | ------------ |
| Magic Kingdom              | 20 859 000   |
| Epcot                      | 12 444 000   |
| Disney's Hollywood Studios | 11 258 000   |
| Disney's Animal Kingdom    | 13 750 000   |
| Łącznie                    | 58 311 000   |

## Atrakcje

### Kolejki górskie
W 2024 roku we wszystkich parkach wchodzących w skład kompleksu Walt Disney World Resort znajdowało się łącznie 11 kolejek górskich, a jedna była w budowie:

#### Czynne
| #  | Park tematyczny            | Nazwa                                  | Producent  | Data otwarcia     | Typ                       | Wysokość [m] | Prędkość [km/h] | Źródło |
| -- | -------------------------- | -------------------------------------- | ---------- | ----------------- | ------------------------- | ------------ | --------------- | ------ |
| 1  | Magic Kingdom              | Space Mountain                         | ?          | 15 stycznia 1975  | stalowy indoor coaster    | 27,4         | 43,5            | [ 9 ]  |
| 2  | Magic Kingdom              | Big Thunder Mountain Railroad          | ?          | 15 listopada 1980 | stalowy mine train        | ?            | 57,9            | [ 10 ] |
| 3  | Magic Kingdom              | Barnstormer                            | Vekoma     | 1996              | stalowa dziecięca         | 9,1          | 40,2            | [ 11 ] |
| 4  | Magic Kingdom              | Seven Dwarfs Mine Train                | Vekoma     | 28 maja 2014      | stalowa rodzinna          | 12,5         | 54,7            | [ 12 ] |
| 5  | Disney's Hollywood Studios | Rock 'n' Rollercoaster                 | Vekoma     | 29 lipca 1999     | stalowy launched coaster  | 24,4         | 91,7            | [ 7 ]  |
| 6  | Disney's Hollywood Studios | Slinky Dog Dash                        | Mack Rides | 30 czerwca 2018   | rodzinny launched coaster | ?            | ?               | [ 13 ] |
| 7  | Disney's Animal Kingdom    | Primeval Whirl I                       | Reverchon  | 31 marca 2003     | rodzinny spinning coaster | 13           | 46,8            | [ 14 ] |
| 8  | Disney's Animal Kingdom    | Primeval Whirl II                      | Reverchon  | 31 marca 2003     | rodzinny spinning coaster | 13           | 46,8            | [ 15 ] |
| 9  | Disney's Animal Kingdom    | Expedition Everest                     | Vekoma     | 7 kwietnia 2006   | stalowa                   | 34,1         | 80,5            | [ 16 ] |
| 10 | Epcot                      | Guardians of the Galaxy: Cosmic Rewind | Vekoma     | 27 maja 2022      | stalowy spinning coaster  | ?            | ?               | [ 17 ] |
| 11 | Magic Kingdom              | TRON Lightcycle Run                    | Vekoma     | 4 kwietnia 2023   | stalowy motorbike coaster | ?            | ?               | [ 18 ] |

#### W budowie
| # | Park tematyczny            | Nazwa | Producent | Planowane otwarcie | Typ | Wysokość [m] | Prędkość [km/h] | Źródło |
| - | -------------------------- | ----- | --------- | ------------------ | --- | ------------ | --------------- | ------ |
| 1 | Disney's Hollywood Studios | ?     | ?         | 2027               | ?   | ?            | ?               | [ 19 ] |